# Elecciones municipales de 2023 en Córdoba
Las elecciones municipales de 2023 se celebraron en Córdoba el domingo 28 de mayo, de acuerdo con el Real Decreto de convocatoria de elecciones locales en España  dispuesto el 3 de abril de 2023 y publicado en el Boletín Oficial del Estado el 4 de abril. Se eligieron los 29 concejales del pleno del Ayuntamiento de Córdoba, a través de un sistema proporcional (método d'Hondt), con listas cerradas y un umbral electoral del 5 %.

## Resultados
| Candidatura                                          | Candidatura                                          | Candidato                       | Votos  | %                                       | Escaños                                 |
| ---------------------------------------------------- | ---------------------------------------------------- | ------------------------------- | ------ | --------------------------------------- | --------------------------------------- |
|                                                      | Partido Popular (PP)                                 | José María Bellido Roche        | 69681  | 46,28                                   | 15                                      |
|                                                      | Partido Socialista Obrero Español (PSOE)             | Antonio Hurtado Zurera          | 32891  | 21,84                                   | 7                                       |
|                                                      | Hacemos Córdoba (Con Andalucía)                      | Juan Hidalgo Hernández          | 19512  | 12,96                                   | 4                                       |
|                                                      | Vox (VOX)                                            | Yolanda Almagro Alcántara       | 17987  | 11,94                                   | 3                                       |
| Ciudadanos-Partido de la Ciudadanía (CS)             | Ciudadanos-Partido de la Ciudadanía (CS)             | Manuela Castillo Villa          | 2198   | 1,45                                    | 0                                       |
| Partido Animalista Contra el Maltrato Animal (PACMA) | Partido Animalista Contra el Maltrato Animal (PACMA) | Javier Luna Sánchez             | 1979   | 1,31                                    | 0                                       |
| Adelante Andalucía (AA)                              | Adelante Andalucía (AA)                              | Juan José Sastre Pérez          | 1453   | 0,96                                    | 0                                       |
| Córdoba Crece (COC)                                  | Córdoba Crece (COC)                                  | Rafael Salazar García           | 981    | 0,65                                    | 0                                       |
| Escaños en Blanco (EB)                               | Escaños en Blanco (EB)                               | Carmen María Valderrama Crespo  | 526    | 0,34                                    | 0                                       |
| Andalucía entre tod@s-Unión Andalucista (UA)         | Andalucía entre tod@s-Unión Andalucista (UA)         | Manuel Ortega Fernández         | 371    | 0,24                                    | 0                                       |
| Libres (LB)                                          | Libres (LB)                                          | José María Tejero Muñoz-Torrero | 256    | 0,17                                    | 0                                       |
| Por un Mundo Más Justo (PUM+J)                       | Por un Mundo Más Justo (PUM+J)                       | Beatriz García-Consuegra Romero | 254    | 0,16                                    | 0                                       |
| Nación Andaluza (NA)                                 | Nación Andaluza (NA)                                 | Ángel Salinas Perales           | 161    | 0,10                                    | 0                                       |
| Votos en blanco                                      | Votos en blanco                                      | Votos en blanco                 | 2305   | 1,53                                    | n/a                                     |
| Votos válidos                                        | Votos válidos                                        | Votos válidos                   | 150555 | 100,00                                  | 29                                      |
| Votos nulos                                          | Votos nulos                                          | Votos nulos                     | 1902   | Participación: · \| \| 58.24 % \| 1,80% | Participación: · \| \| 58.24 % \| 1,80% |
| Votantes                                             | Votantes                                             | Votantes                        | 152457 | Participación: · \| \| 58.24 % \| 1,80% | Participación: · \| \| 58.24 % \| 1,80% |
| Electores                                            | Electores                                            | Electores                       | 261749 | Participación: · \| \| 58.24 % \| 1,80% | Participación: · \| \| 58.24 % \| 1,80% |
|                                                      | 58.24 %                                              |                                 |        |                                         |                                         |